# Svenska Sällskapet för Fotogrammetri och Fjärranalys
Svenska Sällskapet för Fotogrammetri och Fjärranalys, SSFF var en svensk intresseförening för bevakning av frågor inom områdena fotogrammetri, som innefattar bland annat flygfotografering och stereokartering, och fjärranalys, som innefattar bildbehandling, satellitbildsteknik och laserskanning.
Sällskapet uppgick i Kartografiska sällskapet under årsskiftet 2002/2003 och återfinns idag som en fotogrammetrisk sektion. År 2004 skulle sällskapet, som egen förening, ha fyllt 75 år. 

## Verksamhet
Sällskapet anordnade tillsammans med Kartografiska sällskapet Kartdagarna under ett flertal år. 
SSFF utgav under de sista åren en tidning, Bildteknik eller Bildteknik/Image Science.
Sällskapet var medlem i International Society for Photogrammetry and Remote Sensing (ISPRS).